# Chapelle Notre-Dame-du-Roc de Castellane
La chapelle Notre-Dame-du-Roc est un édifice religieux catholique située à Castellane, dans le département français des Alpes-de-Haute-Provence en région Provence-Alpes-Côte d'Azur.

## Présentation
La chapelle (site du haut Moyen Âge), sur le Roc qui domine la ville, appartient à l’ancien couvent de la Merci. Mais le mur et la façade sud seuls datent de la fin du XIIe siècle, puisqu’elle a été à moitié abattue lors des guerres de religion, et reconstruite en 1590. Tombant en ruines en 1703, elle est à nouveau rebâtie au début du XVIIIe siècle et en 1860. Un chapiteau à feuillages et volutes date de la Renaissance.

## Description

### Intérieur
Son mobilier contient :
- une statue de la Vierge, en marbre, du XVIe siècle (datation hypothétique, classée au titre objet) ;
- deux tableaux représentant Saint Charles Borromée, et Saint François de Sales et sainte Jeanne de Chantal, classés pour les tableaux et pour les cadres dorés, portant les armoiries de l’évêque de Senez Duchaîne et datés du XVIIe siècle.

Elle a reçu de très nombreux ex-voto datant des XIXe et XXe siècles,, dont :
- les classiques plaques gravées (136 au total) ;
- des bouquets de mariée (21 au total) ;
- un tableau donné après un vœu fait à Notre-Dame, daté de 1757, et classé ;
- un tableau donné après l’épidémie de choléra, en 1835, classé ;
- un tableau donné par un prisonnier libéré, daté de 1875 (classé au titre objet) ;
- un tableau donné pour remerciement après une épidémie de petite vérole, daté de 1870, classé ;
- un tableau, donné par une personne ayant échappé à un naufrage, en 1896, classé.

Un des ex-voto est une bouteille qui contient les instruments de la Passion du Christ : la croix portant le Christ, avec la lance, le marteau, les tenailles, la colonne ayant servi à flageller Jésus Christ, les dés, le fouet, ainsi que le coq, qui est ici le symbole du reniement de Pierre.

## Galerie

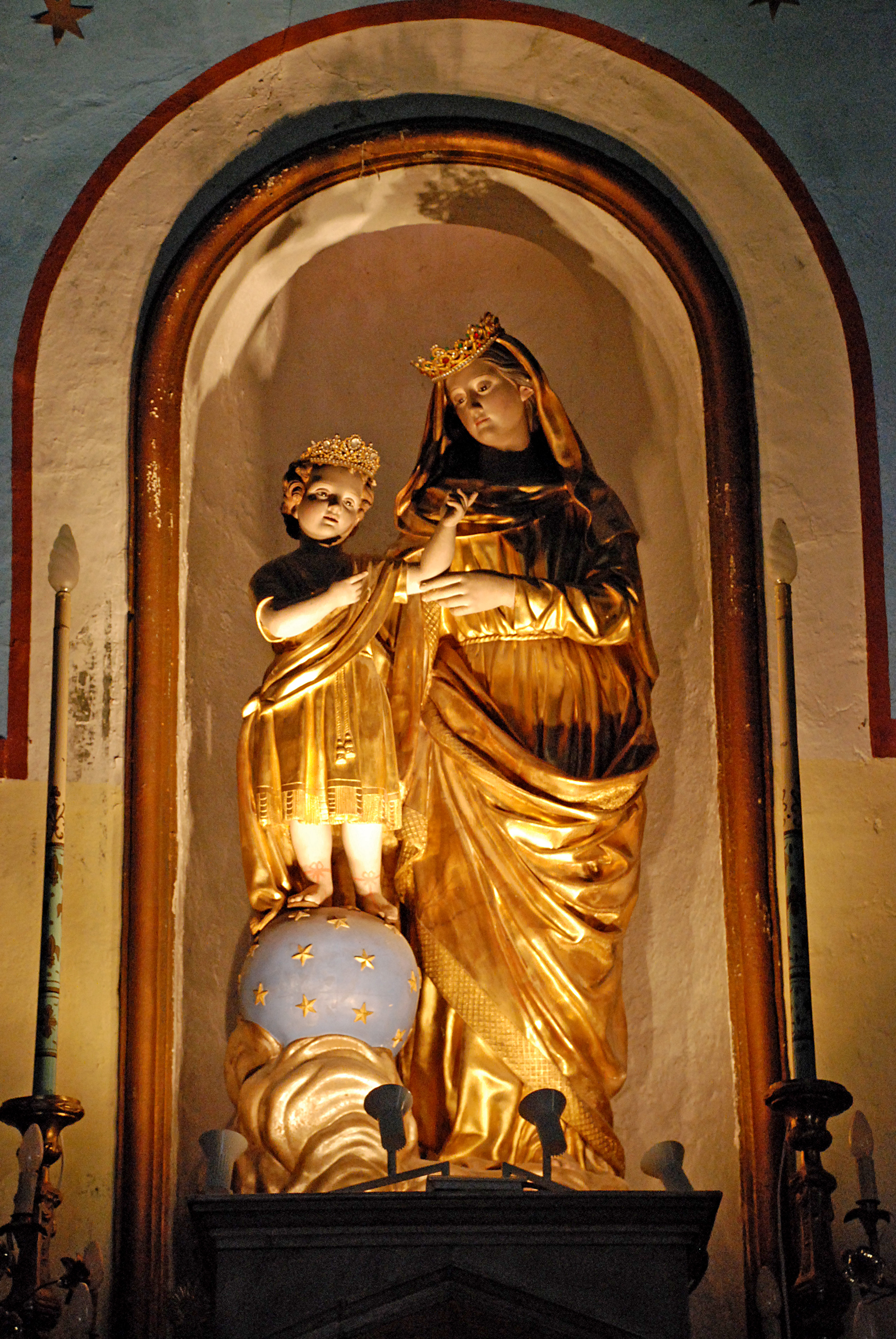
Statues de la Vierge à l'Enfant
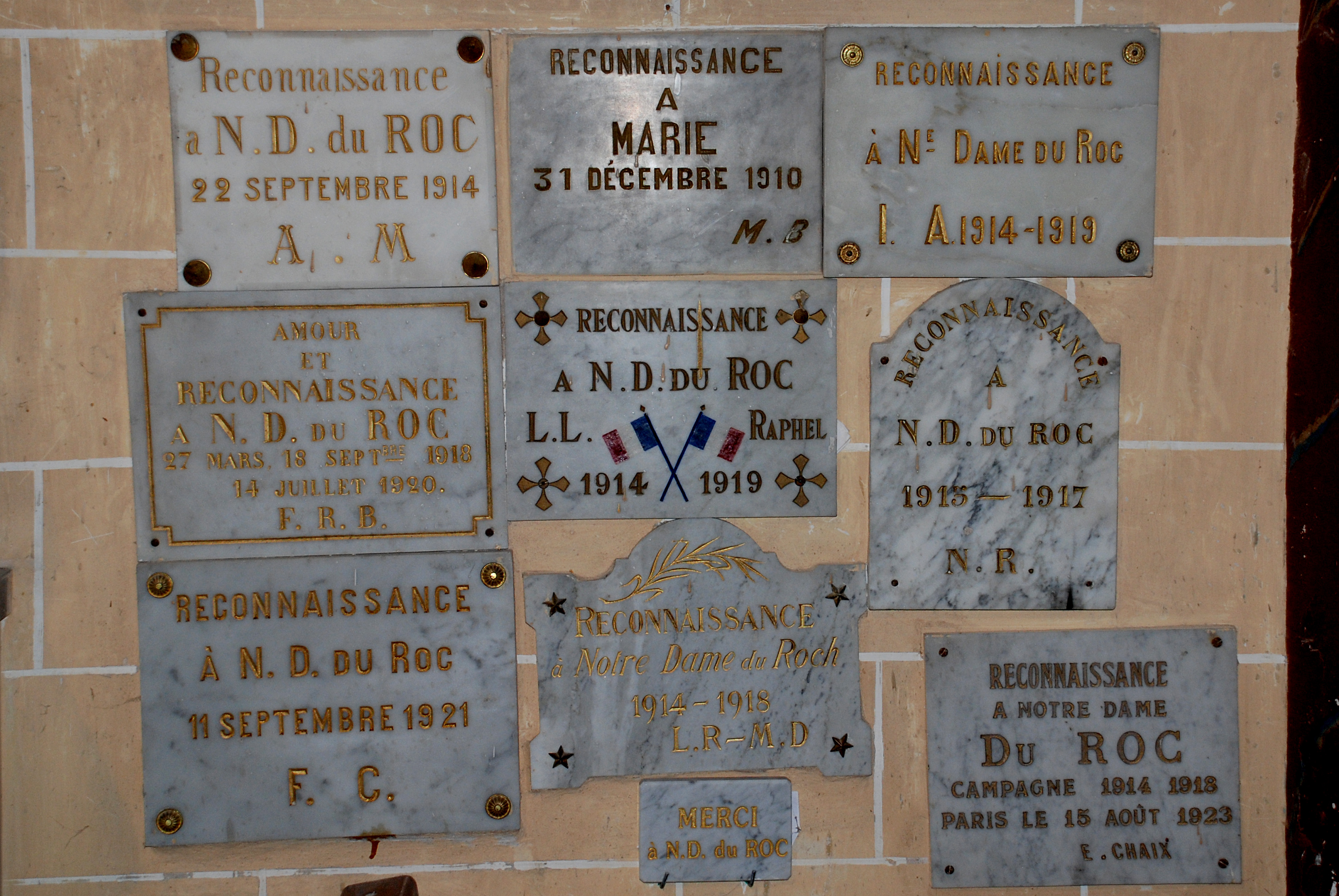
Nombreux ex-votos